# Luis Miguel Sánchez
Luis Miguel Sánchez (ur. 5 maja 1992 w Puerto Serrano) – znany jako Luismi, hiszpański piłkarz występujący na pozycji pomocnika w Realu Valladolid.